# Nuño Gómez
Nuño Gómez – gmina w Hiszpanii, w prowincji Toledo, w Kastylii-La Mancha, o powierzchni 16,89 km². W 2011 roku gmina liczyła 172 mieszkańców.